# Толстянка продырявленная
Толстянка продырявленная (лат. Crassula perforata) — вид суккулентных растений рода Толстянка (Crassula) семейства Толстянковые (Crassulaceae).

## Название
Родовое латинское название Crassula произошло от латинского слова crassus, что означает «толстый», в связи с наличием сочных листьев у представителей рода.
Видовой латинский эпитет происходит от лат. perforatus – «продырявленный», «пронзённый».

## Ботаническое описание

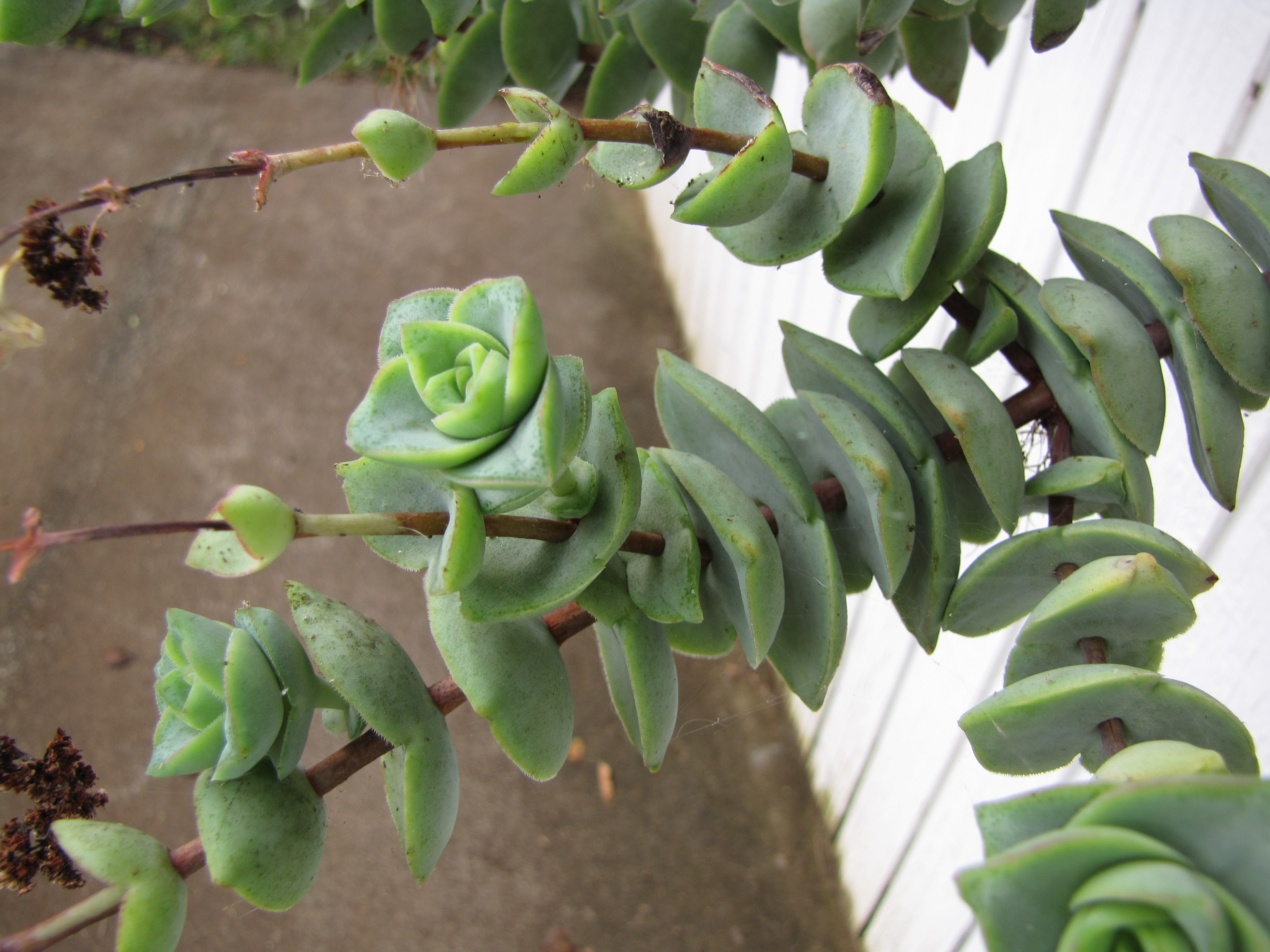
Разветвленые ветви

Толстянка продырявленная — многолетний кустарник или полукустарник, достигающий высоты от 60 до 100 см. Ветви редко сильно разветвлены, и на них сохраняются старые листья. Листья обычно имеют форму яйцевидную, ромбовидную, иногда ланцетную, размерами от 8 до 20 мм в длину и от 3 до 15 мм в ширину. Они могут быть острыми или тупыми, с суженными основаниями, и покрытыми ресничками или голыми. Часто они имеют сизоватый оттенок или окрашены сизовато, а также могут иметь желтые или красные роговые края.
Цветоносы образуют удлиненные или короткие, округлые тирсы с сидячими цветками. Чашечка цветка состоит из долей, которые могут быть треугольными или узко-продолговатыми, с цветами от коричневого до красного. Венчик цветка трубчатый, сросшийся у основания, и может быть от кремового до бледно-желтого цвета. Его лопасти эллиптически-продолговатые, острые или тупые. Тычинки обладают коричневыми пыльниками. Чешуйки цветка продолговатые и мясистые, желтого цвета, изначально слегка суженные в верхней части, затем постепенно расширяются и сужаются к основанию.

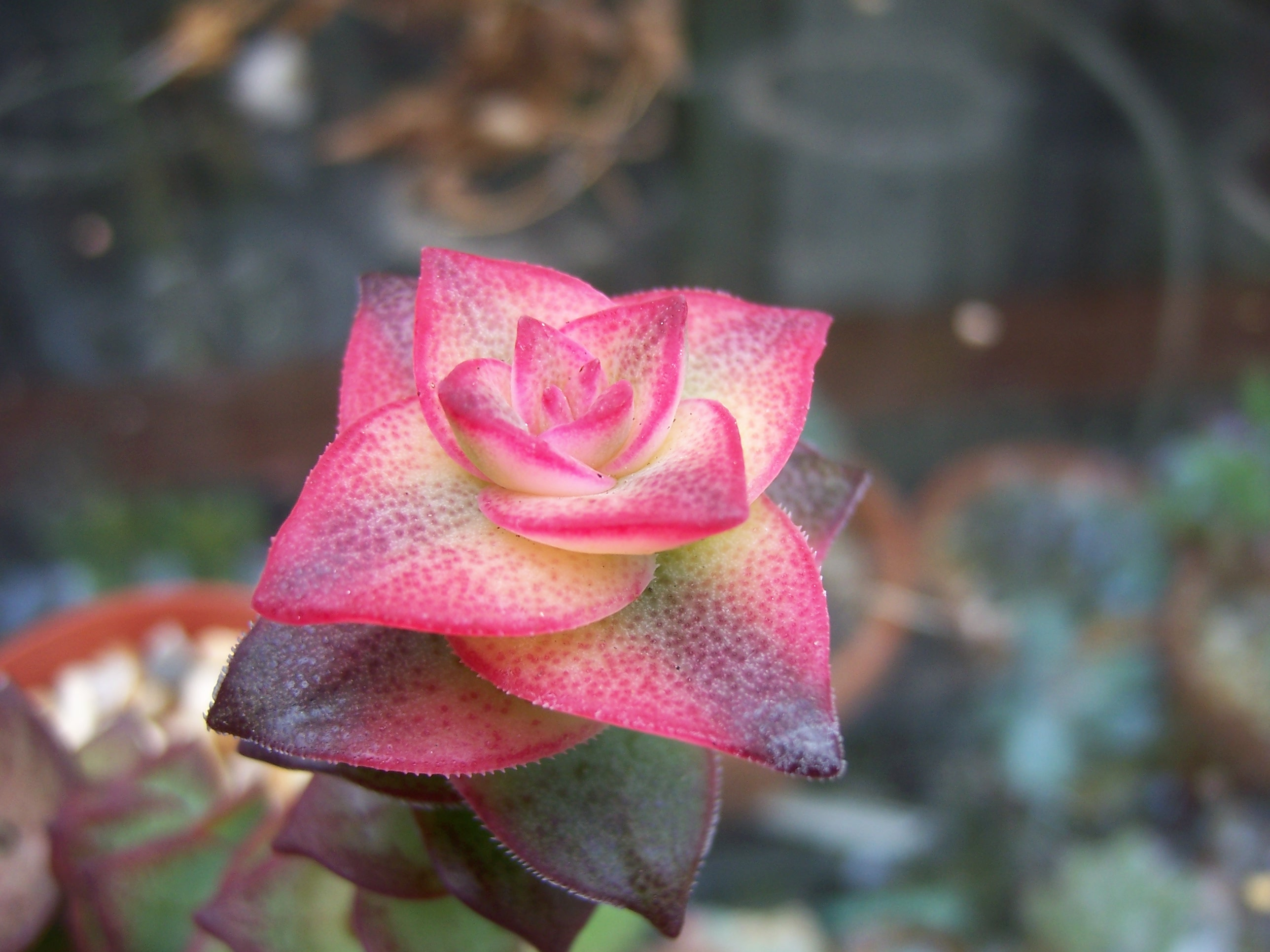
Вариегатный культивар

Этот вид обычно цветет с ноября по апрель, хотя изредка цветы могут появляться в течение года. Толстянка продырявленная имеет высокую вариабельность с различными формами листьев, отличающимися по форме и окраске рогового края. Например, среди разновидностей встречается форма, произрастающая в горах вдоль Лангклуфа (Langkloof), у которой длина соцветия может варьироваться от вытянутой до почти округлой или значительно укороченной и нежной. Более мелкие цветки и прижатые прицветники у основания соцветия помогают отличить их от аналогичных вегетативных особенностей некоторых подвидов Толстянки скальной (Crassula rupestris).

## Распространение
Этот вид естественно произрастает в двух провинциях Южно-Африканской Республики: в Капской провинции и Квазулу-Натал. Обычно растение встречается среди других кустарников или под деревьями, часто в окружении сухой растительности реки Фиш-Ривер. Оно также обитает в расщелинах скал, на скалах, среди валунов в оврагах и на других защищенных местах, включая защищенные каменистые склоны.

## Таксономия

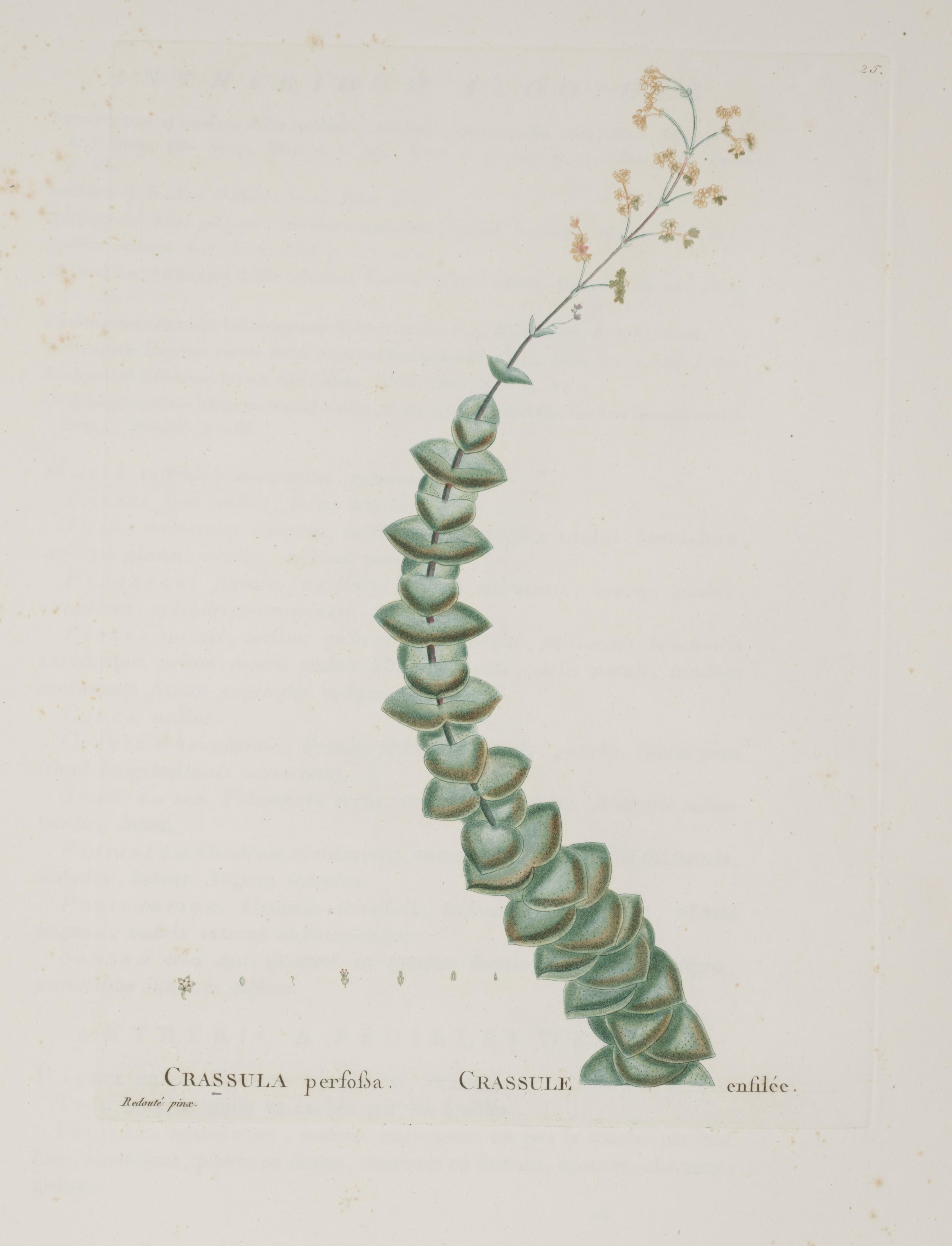
Ботаническая иллюстрация

Crassula perforata Thunb., первое упоминание в Nova Acta Phys.-Med. Acad. Caes. Leop.-Carol. Nat. Cur. 6: 319 (1778).

### Синонимы
- Sedum perfossum Kuntze
- Crassula anthurus E.Mey. ex Harv. & Sond.
- Crassula conjuncta N.E.Br.
- Crassula connata Donn
- Crassula coronata Heynh.
- Crassula nealeana Higgins
- Crassula patersoniae Schönland
- Crassula perfossa Lam.
- Crassula punctata Mill.
- Crassula perfilata Scop.
- Crassula connata var. erectoides M.Bywater & Wickens

### Подвиды
Согласно данным сайта WFO Plantlist на июнь 2023 года, род состоит из 2 видов:
- Crassula perforata subsp. kougaensis van Jaarsv. & A.E.van Wyk
- Crassula perforata subsp. perforata